# Nationaal Songfestival 1984
Het Nationaal Songfestival 1984 werd gehouden in de NOS studio's in Hilversum. Het werd gepresenteerd door Eddy Becker. Het winnende lied was Ik hou van jou met als winnende artiest Maribelle. Ze deed in 1981 ook al mee aan het Nationaal Songfestival. De groep Vulcano deed in 1983 mee en werd toen tweede.
| Startplaats | Artiest             | Lied               | Punten | Plaats |
| ----------- | ------------------- | ------------------ | ------ | ------ |
| 1           | Brigitte            | "Jeruzalem"        | 45     | 8      |
| 2           | Edward Reekers      | "Dief in de nacht" | 61     | 6      |
| 3           | Claudia Hoogendoorn | "Nooit vergeten"   | 20     | 10     |
| 4           | Vulcano             | "Dolce far niente" | 97     | 4      |
| 5           | Maribelle           | "Vanavond"         | 103    | 2      |
| 6           | Brigitte            | "Later"            | 63     | 5      |
| 7           | Edward Reekers      | "Doe wat je voelt" | 57     | 7      |
| 8           | Claudia Hoogendoorn | "Dans"             | 41     | 9      |
| 9           | Vulcano             | "1,2,3"            | 102    | 3      |
| 10          | Maribelle           | "Ik hou van jou"   | 113    | 1      |

1956 · 1957 · 1958 · 1959 · 1960 · 1961 · 1962 · 1963 · 1964 · 1965 · 1966 · 1967 · 1968 · 1969 · 1970 · 1971 · 1972 · 1973 · 1974 · 1975 · 1976 · 1977 · 1978 · 1979 · 1980 · 1981 · 1982 · 1983 · 1984 · 1986 · 1987 · 1988 · 1989 · 1990 · 1992 · 1993 · 1994 · 1996 · 1997 · 1998 · 1999 · 2000 · 2001 · 2003 · 2004 · 2005 · 2006 · 2007 · 2008 · 2009 · 2010 · 2011 · 2012